# Батинська Рієка
45°37′ пн. ш. 17°16′ сх. д. / 45.61° пн. ш. 17.27° сх. д.
Батинська Рієка (хорв. Batinjska Rijeka) — населений пункт у Хорватії, у Б'єловарсько-Білогорській жупанії у складі громади Джуловаць.

## Населення
Населення за даними перепису 2011 року становило 30 осіб.
Динаміка чисельності населення поселення: